# Wheatbelt
Wheatbelt è una delle nove regioni dell'Australia Occidentale, situata nella parte sud-occidentale dello Stato. Essa si estende su una superficie di 154.862 chilometri quadrati e ha una popolazione di circa 72.000 abitanti, dei quali solo 16.000 vivono nelle principali città di Northam, Narrogin, Merredin e Moora.
Il Wheatbelt è suddiviso nelle seguenti Local Government Areas:
- Contea di Beverley
- Contea di Brookton
- Contea di Bruce Rock
- Contea di Chittering
- Contea di Corrigin
- Contea di Cuballing
- Contea di Cunderdin
- Contea di Dandaragan
- Contea di Dalwallinu
- Contea di Dowerin
- Contea di Dumbleyung
- Contea di Gingin
- Contea di Goomalling
- Contea di Kellerberrin
- Contea di Kondinin
- Contea di Koorda
- Contea di Kulin
- Contea di Lake Grace
- Contea di Merredin
- Contea di Moora
- Contea di Mount Marshall
- Contea di Mukinbudin
- Contea di Narembeen
- Contea di Narrogin
- Città di Narrogin
- Contea di Northam
- Contea di Nungarin
- Contea di Pingelly
- Contea di Quairading
- Contea di Tammin
- Contea di Toodyay
- Contea di Trayning
- Contea di Victoria Plains
- Contea di Wagin
- Contea di Wandering
- Contea di West Arthur
- Contea di Westonia
- Contea di Wickepin
- Contea di Williams
- Contea di Wongan-Ballidu
- Contea di Wyalkatchem
- Contea di Yilgarn
- Contea di York

L'economia del Wheatbelt è molto varia. A ovest, il suo clima e la posizione geografica con 150 chilometri di costa che si affacciano sull'Oceano Indiano hanno permesso lo sviluppo di una fiorente industria legata al turismo, mentre ad est il clima è arido e l'industria più sviluppata è quella estrattiva, con miniere di oro, nickel e minerali ferrosi. Il resto del territorio è prevalentemente dedicato all'agricoltura: qui si raccolgono circa i due terzi di tutto il grano dell'Australia Occidentale (da cui il nome della regione: Wheatbelt significa infatti letteralmente cintura del grano), si produce circa la metà della lana e la maggioranza della carne di agnello, delle arance e del miele.

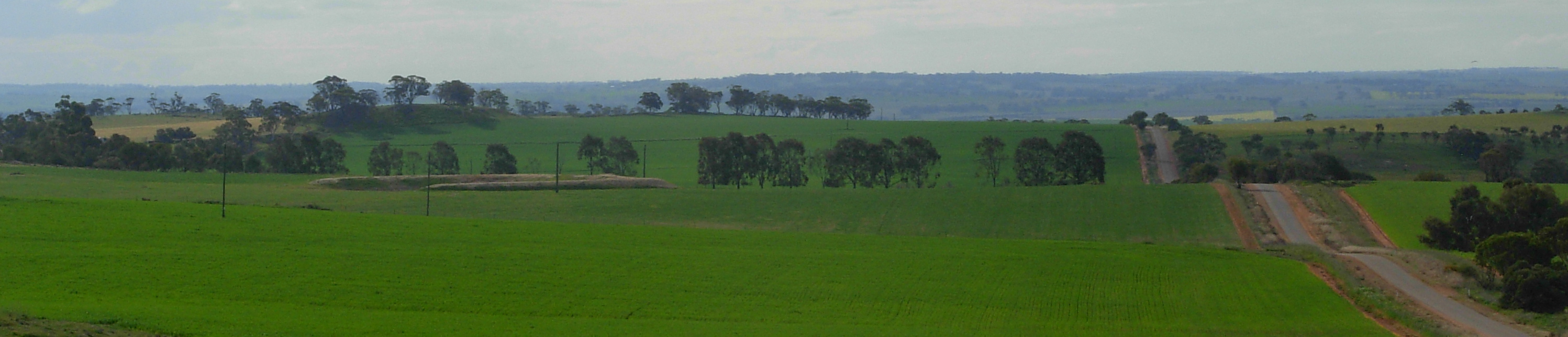
Una vista della regione del Wheatbelt nei pressi di Northam.